# Oescus (ciudad)
Oescus era una antigua ciudad de Moesia, al noroeste de la ciudad búlgara actual de Pleven, cerca de la localidad de Guiguén. Es un topónimo daco-moesio.

## Historia
Ptolomeo llama así a una ciudad de los tribalios, pero ya de época romana.
En Oescus se conoce la existencia de un individuo al que se honró con los "ornamenta" de duunviro y, con el "ius sententiae dicundae", que le permitiría sin duda juzgar, en condiciones que no es posible determinar.
La Legión V Macedonica tenía su base en Oescus,
en el curso bajo del Danubio.